# Gabriela (cantora)
Gabriela de Paula Pontes Melim, conhecida mononimamente como Gabriela (anteriormente conhecida como Gabi Melim; Niterói, 2 de julho de 1994), é uma cantora e compositora brasileira.

## Carreira

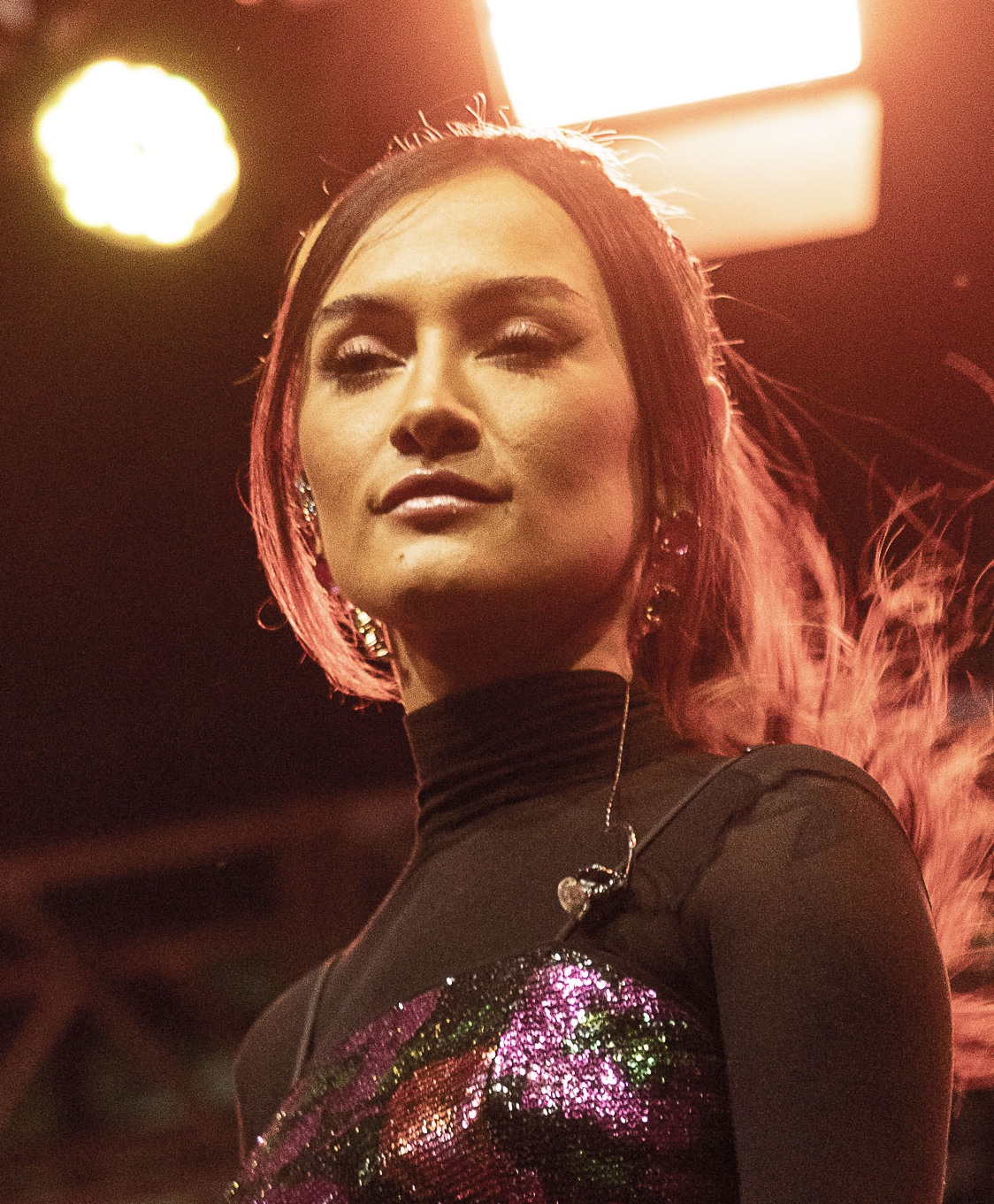
Gabriela ao vivo na Virada Cultural em Campinas (2022)

Gabriela começou sua carreira na música aos 15 anos de idade, lançando seu primeiro disco com músicas do gênero samba raiz. No início, ela fazia shows apenas em bares da sua cidade natal, até fazer amizade com uma pessoa que a levou para fazer concertos em outros países como República Tcheca, África do Sul e nos Estados Unidos, em Miami. Desde 2015 é vocalista da banda Melim, ao lado dos irmãos Rodrigo Melim e Diogo Melim. Em outubro de 2015, a cantora foi convidada a participar da Festa da Música de Canela, no Rio Grande do Sul, e levou seus irmãos para se apresentarem com ela no palco e no dia seguinte à apresentação, que foi recebida com entusiasmo pelo público, os trio conversou sobre a possibilidade de formarem uma banda, uma vez que sua música e composições estavam se aproximando cada vez mais. Os irmãos usaram as redes sociais para divulgar seu trabalho e acabaram chamando a atenção dos produtores do reality show musical Superstar, da TV Globo, que os convidaram para realizar uma audição.
No ano seguinte (2017), a então já formada banda assinou um contrato com a gravadora Universal Music  e lançaram o extended play (EP) “Melim”, que inclui o single "Meu Abrigo". Em dezembro de 2018, o trio lançou seu álbum de estreia homônimo. Em 2019 a banda participou da oitava edição do Rock in Rio, no palco Sunset, e em maio de 2020 lançaram a primeira parte de seu segundo álbum de estúdio intitulado "Eu Feat Você”. Em janeiro de 2021, a segunda parte do álbum, que ganhou o nome de “Amores e Flores”, foi lançada, além de um álbum em homenagem ao Djavan, “Deixa Vir Do Coração”.

## Biografia

### Primeiros anos
Gabriela é nascida e criada em Niterói, no Rio de Janeiro, junto com Rodrigo Melim, Diogo Melim e mais dois irmãos que não são da vida artística, Igor e Luísa. Gabi, a caçula da família, é filha de Luís Pontes Melim e Gisele Melim. Apesar dos laços de família terem, desde cedo, transformado a residência em Niterói em um ambiente musical, eles só passaram a tocar juntos em 2016, mesmo compondo em parceria, cada um fazia seu trabalho individualmente. Gabi estreou aos 15 anos, cantando samba. Aos 16, gravou um CD em que misturava canções próprias com clássicos de Arlindo Cruz, entre outros bambas. O que mais chamava atenção, porém, eram as participações dos medalhões João Donato e Marcelo D2, dando um respaldo ao trabalho da jovem.

### Vida pessoal
Gabriela mantém a sua vida pessoal de forma intimista, sem se envolver em polêmicas. Atualmente, Gabi mora em um triplex na Barra da Tijuca, Rio de Janeiro. Sua casa possui uma sala ampla e com uma vista para o mar. Na varanda, jardim vertical e com orquídeas. A musicista mantém amizade com diversos artistas, dentre eles, Luísa Sonza, Anitta, Giulia Be, dentre outros. Sobre seu físico, Gabi credita suas medidas corporais em boa parte à genética ("mamãe e vovó são magrinhas", diz). E com a agenda repleta de shows ao lado dos irmãos Rodrigo e Diogo (a banda Melim), os cuidados com saúde acabam ficando de lado. Ela se diz bem desleixada, se arruma para sair, para o trabalho, mas que não tem rotinas de cuidado e nem paciência para ficar passando creme. Em 2019 a cantora foi diagnosticada com laringite severa e precisou se ausentar de alguns shows da Banda Melim. E como programado, a cantora retomou a agenda meses depois após a cirurgia, algo muito celebrado pelos fãs.
Gabriela não costuma expor seus relacionamentos, prefere se manter reservada com seus amores. Em 2019, foi apontado por diversos tabloides que a cantora estaria em um relacionamento com o cantor e amigo Vitor Kley, porém a integrante do Melim negou na época.
A integrante de um dos maiores grupos de pop do Brasil, o Melim, encara um novo desafio na carreira. Na noite de domingo do dia 26 de março ela estreou na competição do Dança dos Famosos, no Domingão com Huck, da TV Globo. Nesta edição do programa, os competidores começaram dançando em grupos na primeira fase. Gabi integrou o Grupo A, junto dos atores Bruno Cabrerizo, Heloisa Périssé e Rafael Infante.

## Discografia
Álbuns de estúdio
- Gabriela (2024)

## Filmografia
| Ano  | Título            | Cargo        | Nota         |
| ---- | ----------------- | ------------ | ------------ |
| 2016 | Superstar         | Participante | Temporada 3  |
| 2023 | Dança dos Famosos | Participante | Temporada 20 |

## Prêmios e indicações
| Ano  | Prêmio                       | Categoria                                           | Trabalho              | Resultado |
| ---- | ---------------------------- | --------------------------------------------------- | --------------------- | --------- |
| 2018 | Melhores do Ano              | Música do Ano                                       | "Meu Abrigo"          | Indicado  |
| 2018 | Prêmio Jovem Brasileiro      | Banda                                               | Melim                 | Venceu    |
| 2018 | Prêmio Contigoǃ Online       | Revelação Musical                                   | Melim                 | Indicado  |
| 2019 | Troféu Imprensa              | Revelação do Ano                                    | Melim                 | Indicado  |
| 2019 | Troféu Internet              | Revelação do Ano                                    | Melim                 | Indicado  |
| 2019 | MTV Millennial Awards        | Hit do Ano                                          | "Meu Abrigo"          | Indicado  |
| 2019 | MTV Millennial Awards        | #PrestaAtençãoNoGás                                 | Melim                 | Indicado  |
| 2019 | Prêmio Multishow             | Grupo do Ano                                        | Melim                 | Indicado  |
| 2019 | Meus Prêmios Nick            | Artista Musical Favorito                            | Melim                 | Indicado  |
| 2019 | Meus Prêmios Nick            | Hit Nacional Favorito                               | "Ouvi Dizer"          | Indicado  |
| 2019 | Prêmio Contigo! Online       | Música do Ano                                       | "Gelo"                | Indicado  |
| 2019 | MTV Millennial Awards Brasil | Ship do ano                                         | Gabriela e Vitor Kley | Indicada  |
| 2020 | Kids' Choice Awards          | Artista Brasileiro Favorito                         | Melim                 | Indicado  |
| 2020 | Grammy Latino                | Melhor Álbum Pop Contemporâneo em Língua Portuguesa | Eu Feat. Você         | Indicado  |
| 2021 | Grammy Latino                | Melhor Canção em Língua Portuguesa                  | "Amores e Flores"     | Indicado  |